# Hans Samelson
Hans Samelson   (Estrasburg, 3 de març de 1916 - Palo Alto, 22 de setembre de 2005) va ser un matemàtic estatunidenc nascut a Alemanya.

## Vida i Obra
Samelson va néixer a Estrasburg quan aquesta ciutat era alemanya, però acabada la Primera Guerra Mundial i en passar a mans franceses, la família va marxar a Breslau (avui Polònia) on el jove va començar els estudis universitaris de matemàtiques. Com que el seu pare era jueu va començar a experimentar problemes a la universitat, per això el 1936 va aconseguir abandonar la Alemanya nazi i marxar a estudiar al ETH Zürich, escola en la qual es va doctorar el 1940 sota la direcció de Heinz Hopf. El 1941 va aconseguir un visat per anar als Estats Units com si fos ciutadà francès (pel seu naixement a Estrasburg) i va passar el curs 1941-42 a l'Institut d'Estudis Avançats de Princeton. Mai més va tenir el desig de tornar a Alemanya on el seu pare es va suïcidar el 1938 per protegir la família.
Després de ser successivament professor a les universitats de Wyoming, Syracuse i Michigan, el 1961 va arribar a la Universitat Stanford on va fer la seva carrera acadèmica fins a la seva retirada el 1986, per convertir-se en professor emèrit.
Samelson va ser un matemàtic famós en els camps de la topologia, la geometria diferencial, la teoria de grups de Lie i de l'àlgebra de Lie. En el seu camp d'estudi va tractar d'estudiar els problemes matemàtics d'una manera geomètrica, i va fer molt per millorar la comprensió dels grups de Lie, que descriuen simetries contínues d'objectes geomètrics. Els grups de Lie tenen aplicacions importants tant en física com en robòtica.